# Дитиофосфат натрия
Дитиофосфат натрия — неорганическое соединение,
соль натрия и дитиофосфорной кислоты
с формулой Na3PO2S2,
бесцветные кристаллы,
растворяется в воде,
образует кристаллогидраты.

## Получение
- Гидролиз сульфида фосфора раствором гидроксида натрия:

{\displaystyle {\mathsf {P_{4}S_{10}+16NaOH\ {\xrightarrow {50-55^{o}C}}\ 4Na_{3}PO_{2}S_{2}+2Na_{2}S+8H_{2}O}}}

## Физические свойства
Дитиофосфат натрия образует бесцветные кристаллы.
Растворяется в воде,
не растворяется в этаноле.
Образует кристаллогидрат состава Na3PO2S2•11H2O — бесцветные кристаллы, которые плавятся в собственной кристаллизационной воде при 45-56°С,
принадлежат к ромбической сингонии,
пространственная группа P 212121,
параметры ячейки a = 1,2481 нм, b = 0,9452 нм, c = 1,3831 нм, Z = 4
.